# Roland Diggs
Roland J. Diggs je liberijský duchovní a politik, luterský biskup.
V letech 1984–1995 působil jako biskup liberijské luterské církve. Byl rovněž aktivní v ekumenickém hnutí.
V letech 1990–1992 byl viceprezidentem Libérie.